# Nick Menza
Nick Menza (München, 23 juli 1964 – Los Angeles, 22 mei 2016) was negen jaar lang drummer bij de thrashmetalband Megadeth. Later was hij actief in de groep Memorain, een Griekse thrash/speedmetal band.
Als zoon van een beroemde muzikant (Don Menza, de saxofoonspeler van de Pink Panther films), begon hij op zijn 2e jaar al te drummen. Op zijn 18e jaar begon hij als professioneel drummer bij de band van Kelly Rhoads, broer van de overleden gitarist Randy Rhoads (vooral bekend van Ozzy Osbourne).
Hij overleed aan de gevolgen van een hartaanval tijdens een optreden met zijn band OHM.

## Megadeth
Nick Menza kreeg al tijdens de tournee voor het album So Far, So Good ... So What! aandacht van toenmalig drummer Chuck Behler. Nick werd zijn drumleraar/technicus en viel in als Behler niet kon optreden. In 1989, toen bandleider en gitarist Dave Mustaine Behler en gitarist Jeff Young had ontslagen, werd Nick Menza de officiële drummer voor Megadeth.
Menza heeft op de volgende albums van Megadeth gespeeld:
- 1990, Rust in Peace
- 1992, Countdown to Extinction
- 1994, Youthanasia
- 1997, Cryptic Writings

In 1998, tijdens de tournee voor Cryptic Writings, kreeg Nick Menza last van een knieblessure en liet zich hieraan in het ziekenhuis helpen. Toen hij herstellende was, viel drummer Jimmy DeGrasso tijdelijk in. Dave Mustaine belde Nick echter op in het ziekenhuis en deelde hem mee dat "zijn diensten niet langer nodig waren". DeGrasso werd zijn vervanger in Megadeth.
In 2004, bij de herformatie van Megadeth, deed Nick Menza een poging om terug te keren. Hij was fysiek en mentaal echter niet klaar voor een tournee en werd enkele dagen voor het begin van de tournee vervangen door Shawn Drover.

## Discografie
- 1990, Megadeth - Rust In Peace
- 1992, Megadeth - Countdown To Exctinction
- 1992, Marty Friedman - Scenes
- 1994, Megadeth - Youthanasia
- Tribute to Black Sabbath - Navity In Black
- 1995, Megadeth - Hidden Treasures
- 1996, Marty Friedman - True Obsession
- 1997, Megadeth - Cryptic Writings
- 1999, Fireball Ministry - Ou Est La Rock?
- 2002, Menza - Live after Deth
- 2006, Memorain- Reduces To Ashes